# Challenger de Guayaquil 2012
El torneo Challenger Ciudad de Guayaquil 2012 es un torneo profesional de tenis. Pertenece al ATP Challenger Series 2012. Se jugó su 8.ª edición sobre superficie de tierra batida, en Guayaquil, Ecuador entre el 5 y el 11 de noviembre.

## Campeones

### Individual Masculino
- Leonardo Mayer derrotó en la final a  Paolo Lorenzi, 6–2, 6–4

### Dobles Masculino
- Martín Alund /  Facundo Bagnis  derrotaron en la final a  Leonardo Mayer /  Martín Ríos-Benítez, 7–5, 7–6(5)